# Mano en el chaleco

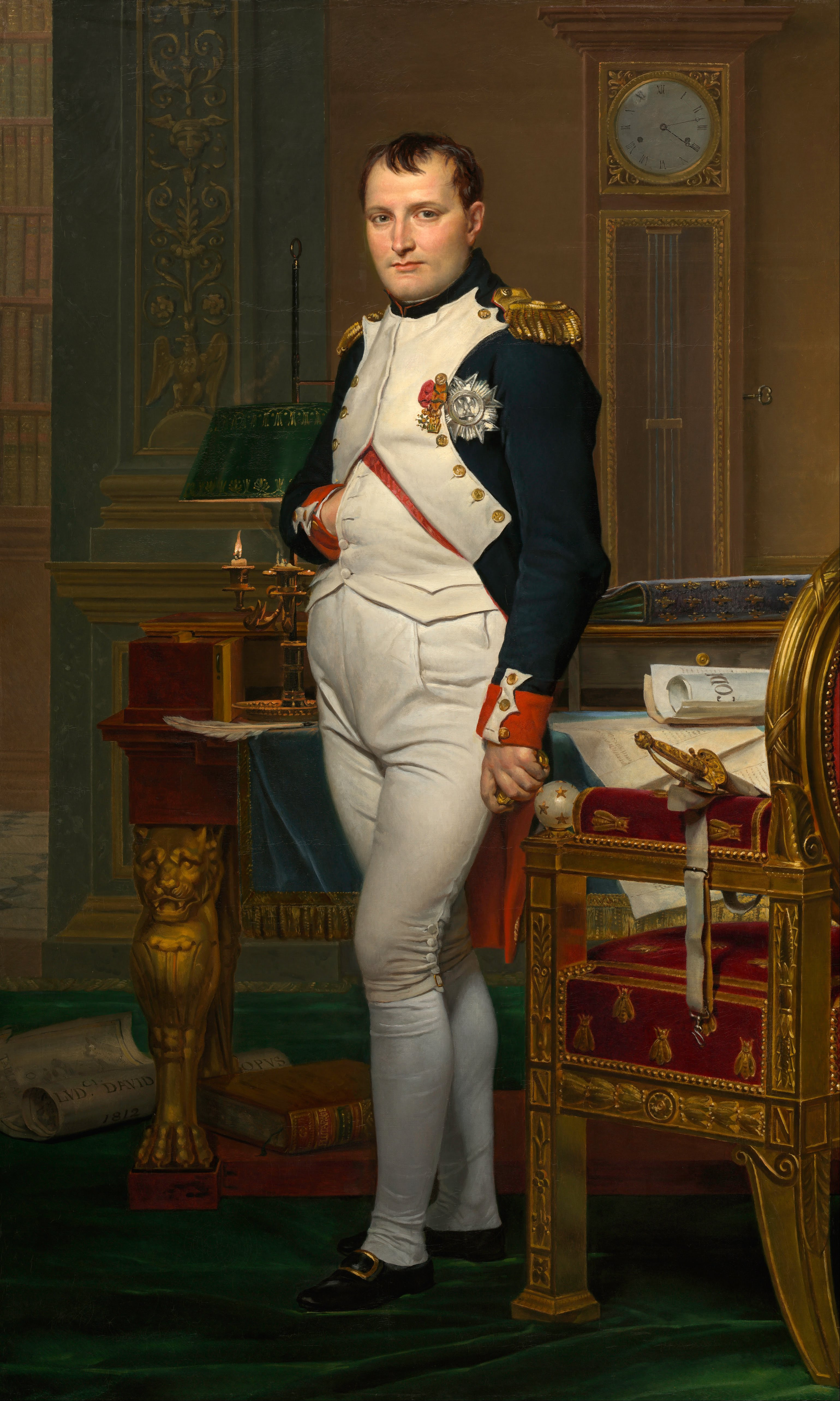
El Emperador Napoleón en Su Estudio en el Palacio de las Tullerías (1812), exhibiendo el gesto con la mano en el chaleco.

La mano en el chaleco (también conocido como mano en la chaqueta o mano escondida) es un gesto generalmente encontrado en retratos de los siglos XVIII y XIX. La pose apareció hacia la segunda mitad del siglo xviii para indicar liderazgo de una manera tranquila y firme. La pose es asociada con Napoleón I de Francia debido a su uso en numerosos retratos hechos por su artista, Jacques-Louis David, entre ellos la pintura Napoleón en Su Estudio del Palacio de las Tullerías 1812. La pose, considerada majestuosa, fue copiada por otros retratistas de Europa y América. La mayoría de pinturas y fotografías muestran la mano derecha insertada en el chaleco o la chaqueta, pero algunos modelos aparecen haciendo el gesto con la mano izquierda. La pose también se ve a menudo en la fotografía de mediados del siglo xix.

## Antecedentes
La pose se remonta a la época clásica: Esquines, fundador de una escuela de retórica, sugirió que hablar con un brazo fuera del quitón era de mala educación. La pose se utilizó en los retratos británicos del siglo xviii como una señal de que el retratado era de la clase alta. Una guía de principios del siglo xviii sobre «comportamiento elegante» señaló que la pose denotaba «audacia varonil templada con modestia». La historiadora del arte Arline Meyer ha argumentado que, además de reflejar el comportamiento social real o tomar prestado modelos de la estatuaria clásica, la pose se convirtió en una visualización del carácter nacional inglés en el período posterior a la restauración inglesa; en el contexto de la creciente rivalidad anglo-francesa, la pose promovió «una imagen natural, modesta y reservada que fue sancionada por el precedente clásico» en contraste con «la exuberancia gestual del estilo retórico francés con sus asociaciones católicas y absolutistas».

## Aparición en fotografía
Con la invención de la fotografía, la pose continuó usándose, pero pudo haber tenido un propósito adicional para evitar que se vean borrosas al mantener la mano del modelo estática. La pose se ve comúnmente en fotografías de miembros del ejército, con una serie de fotografías de la guerra civil estadounidense mostrando la pose, o se indica mediante tres botones abiertos en una chaqueta.

## Galería

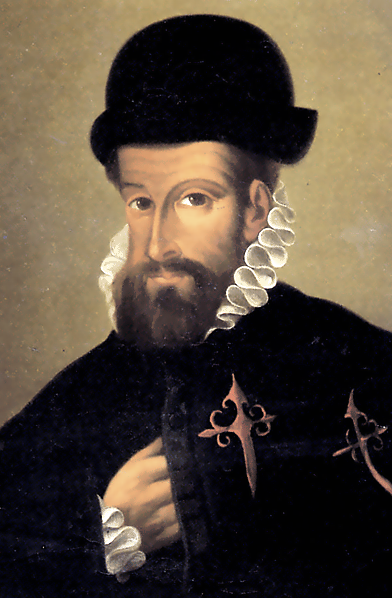
Francisco Pizarro González, conquistador español
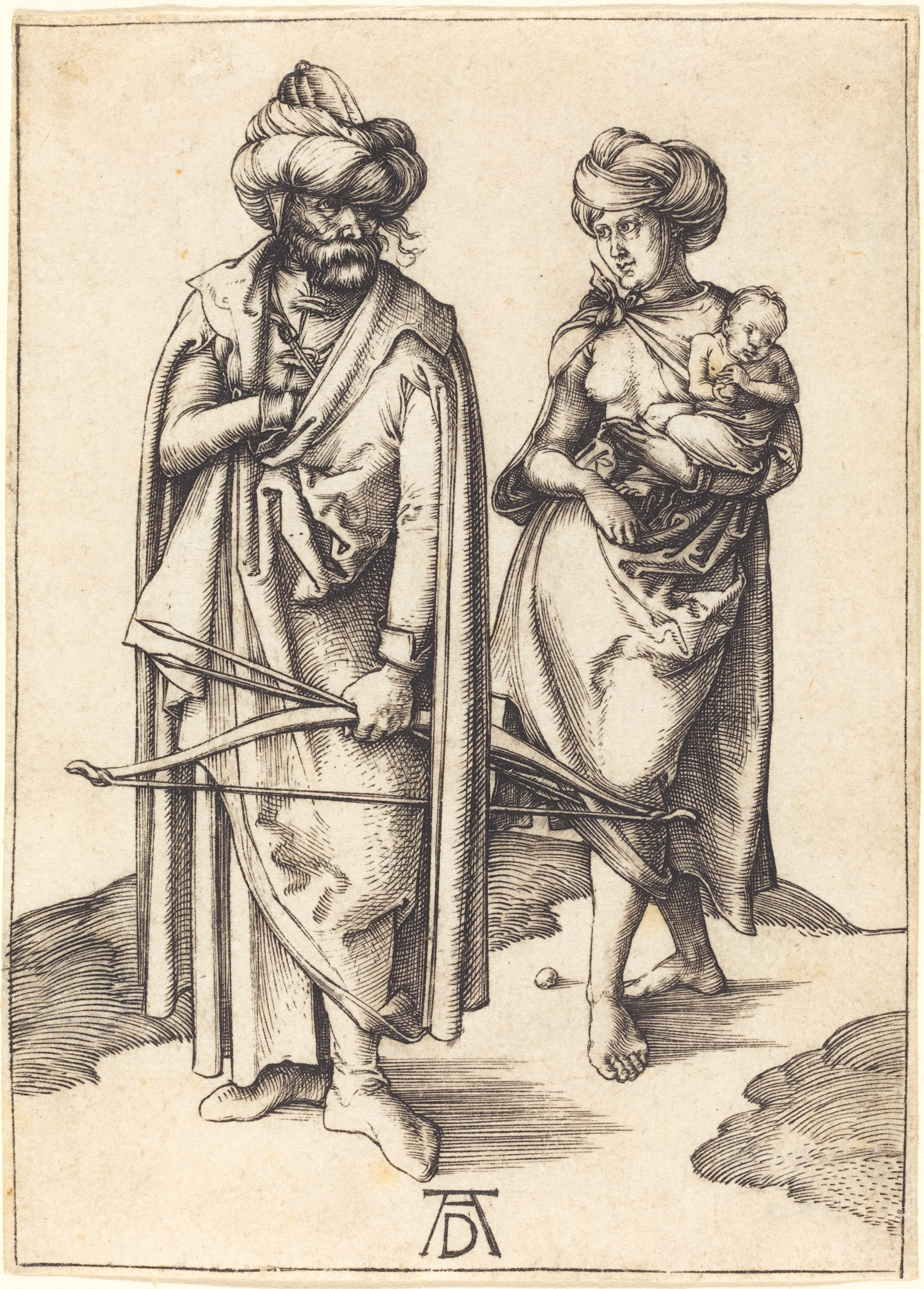
Grabado de una familia oriental por Alberto Durero, ca. 1496
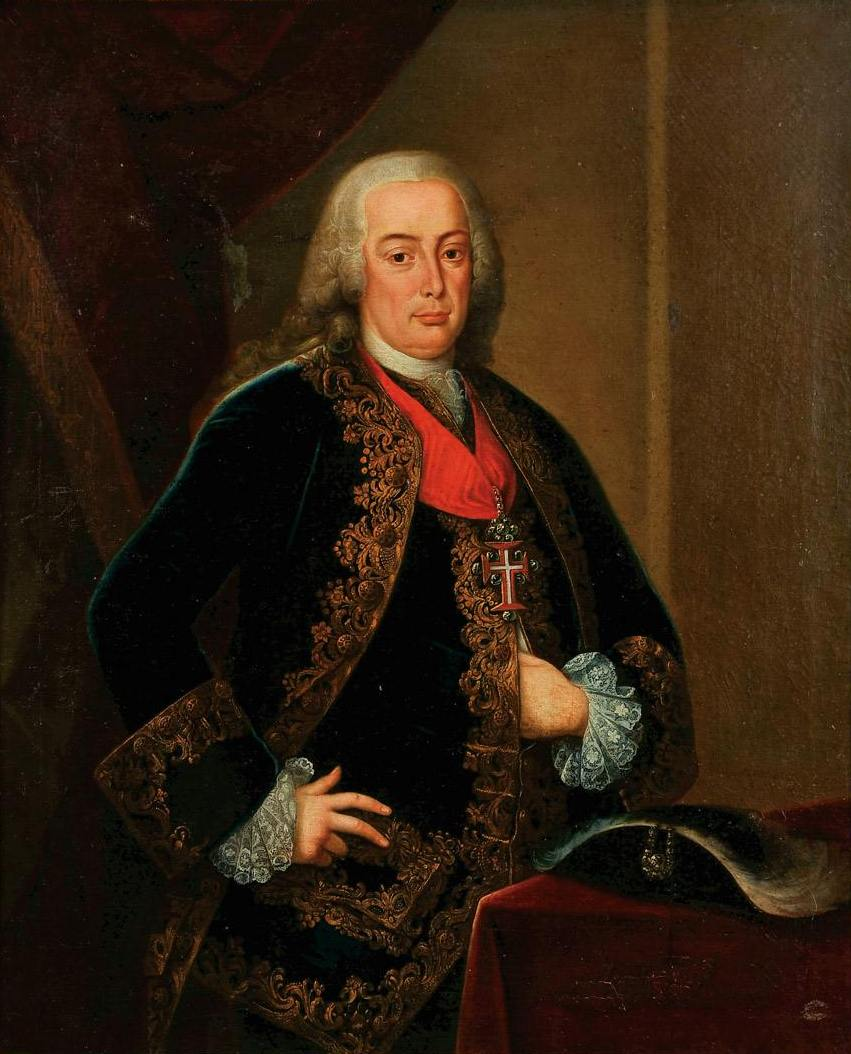
Marqués de Pombal, estadista portugués
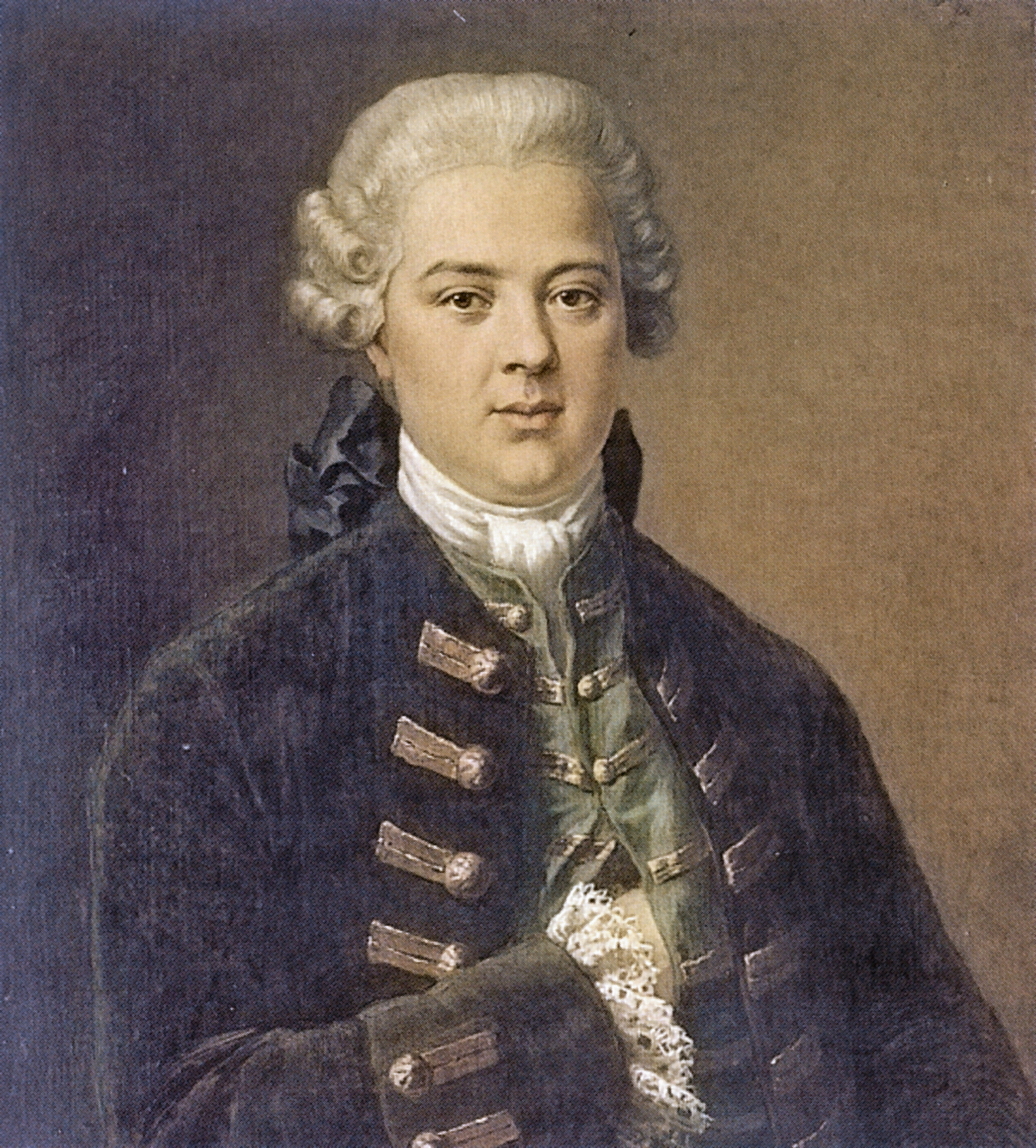
Johann Heinrich Gossler, banquero de Hamburgo
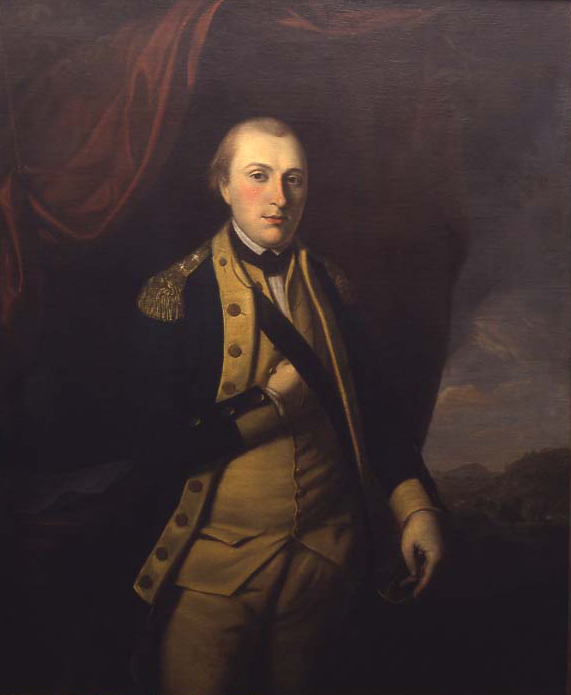
Marqués de La Fayette
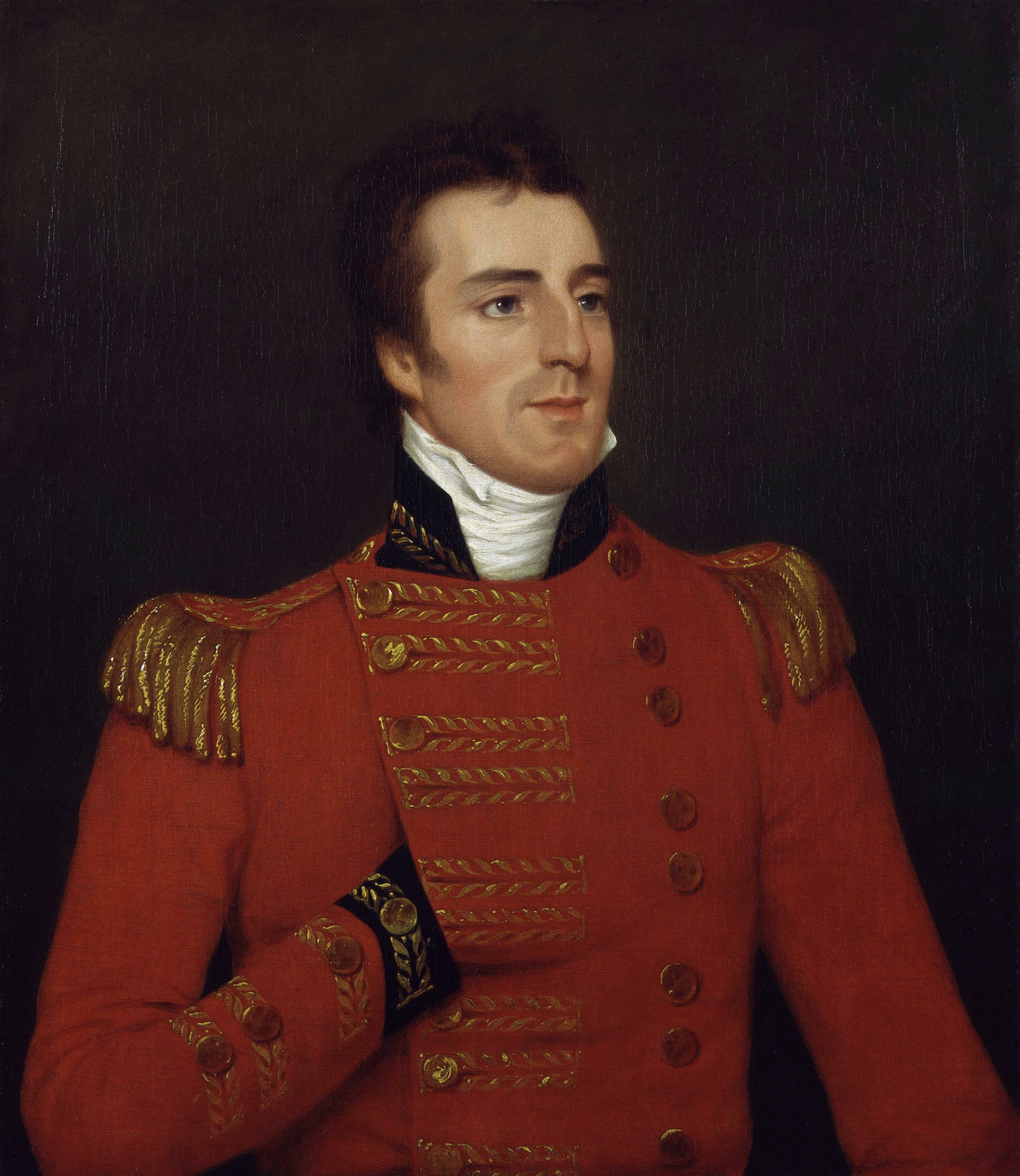
Arthur Wellesley, duque de Wellington
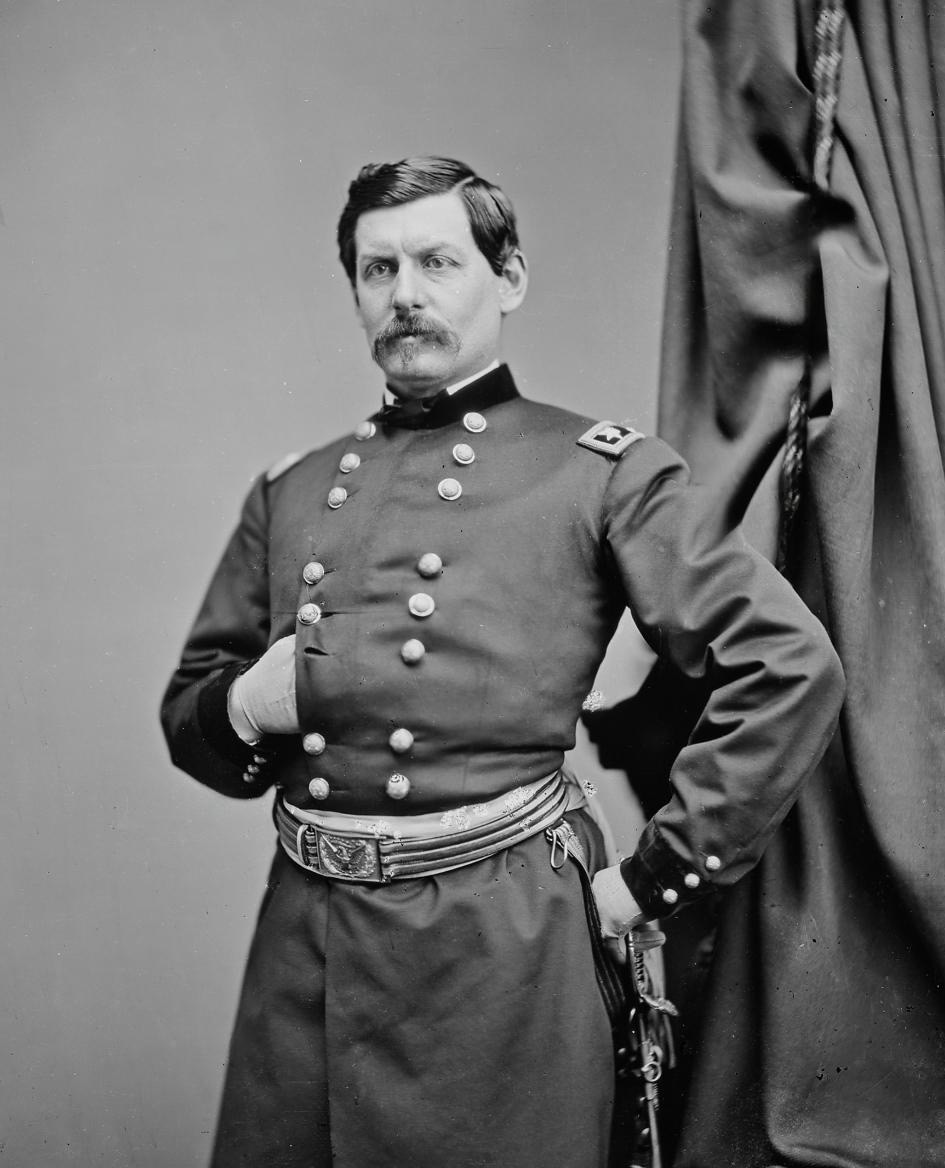
George McClellan
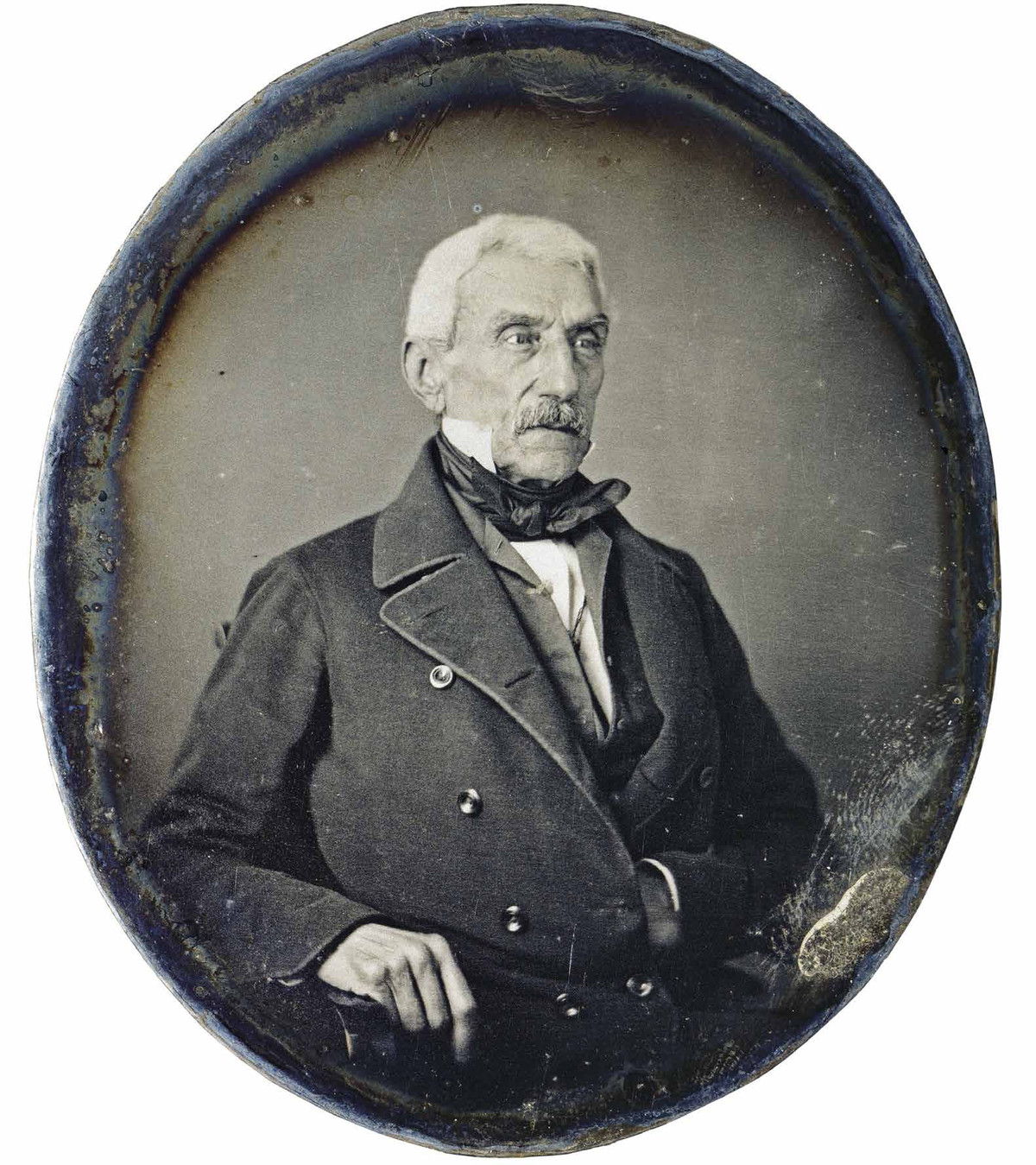
José de San Martín militar y político argentino, libertador de Argentina, Chile y Perú
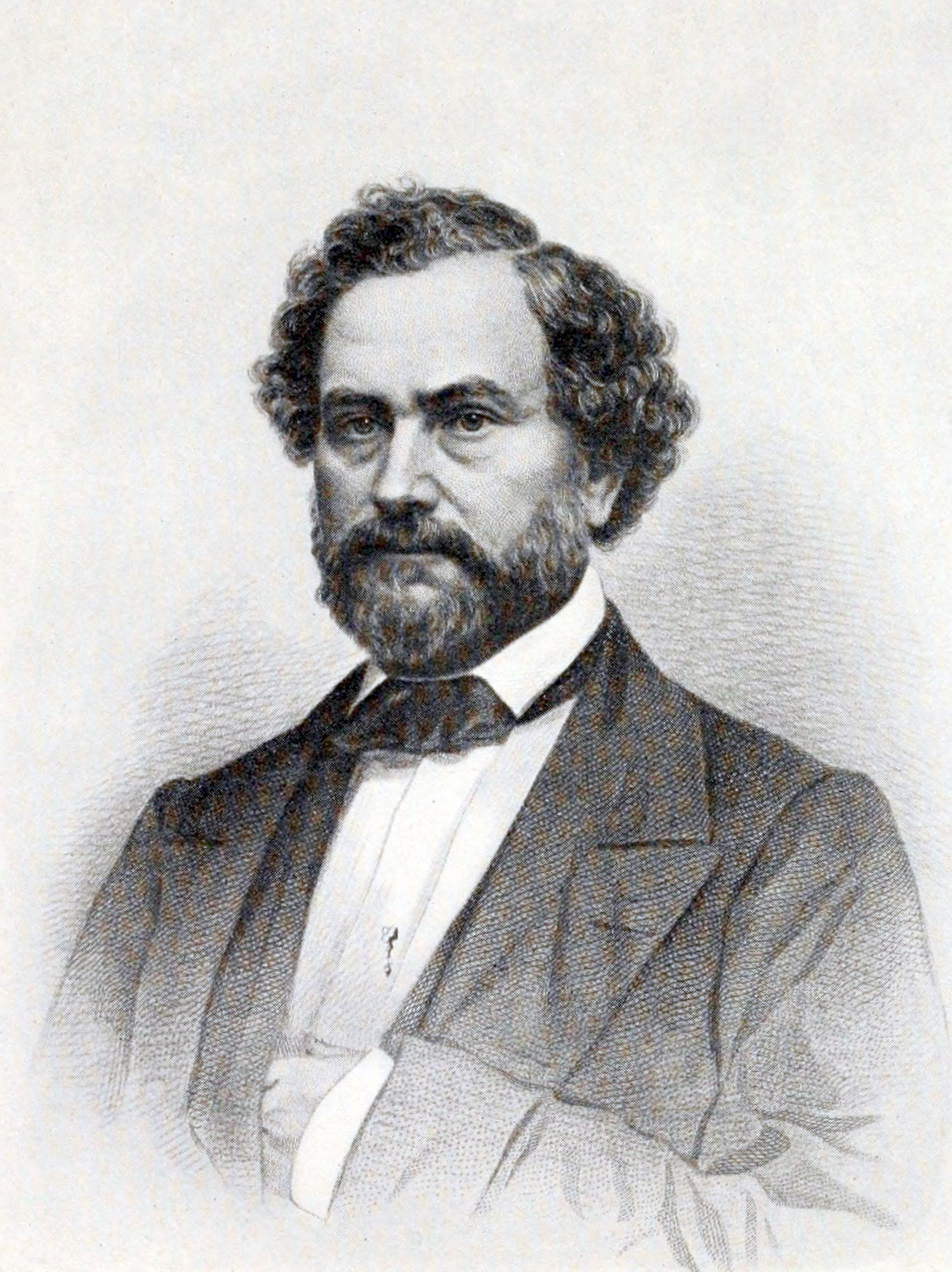
Samuel Colt, inventor y empresario estadounidense
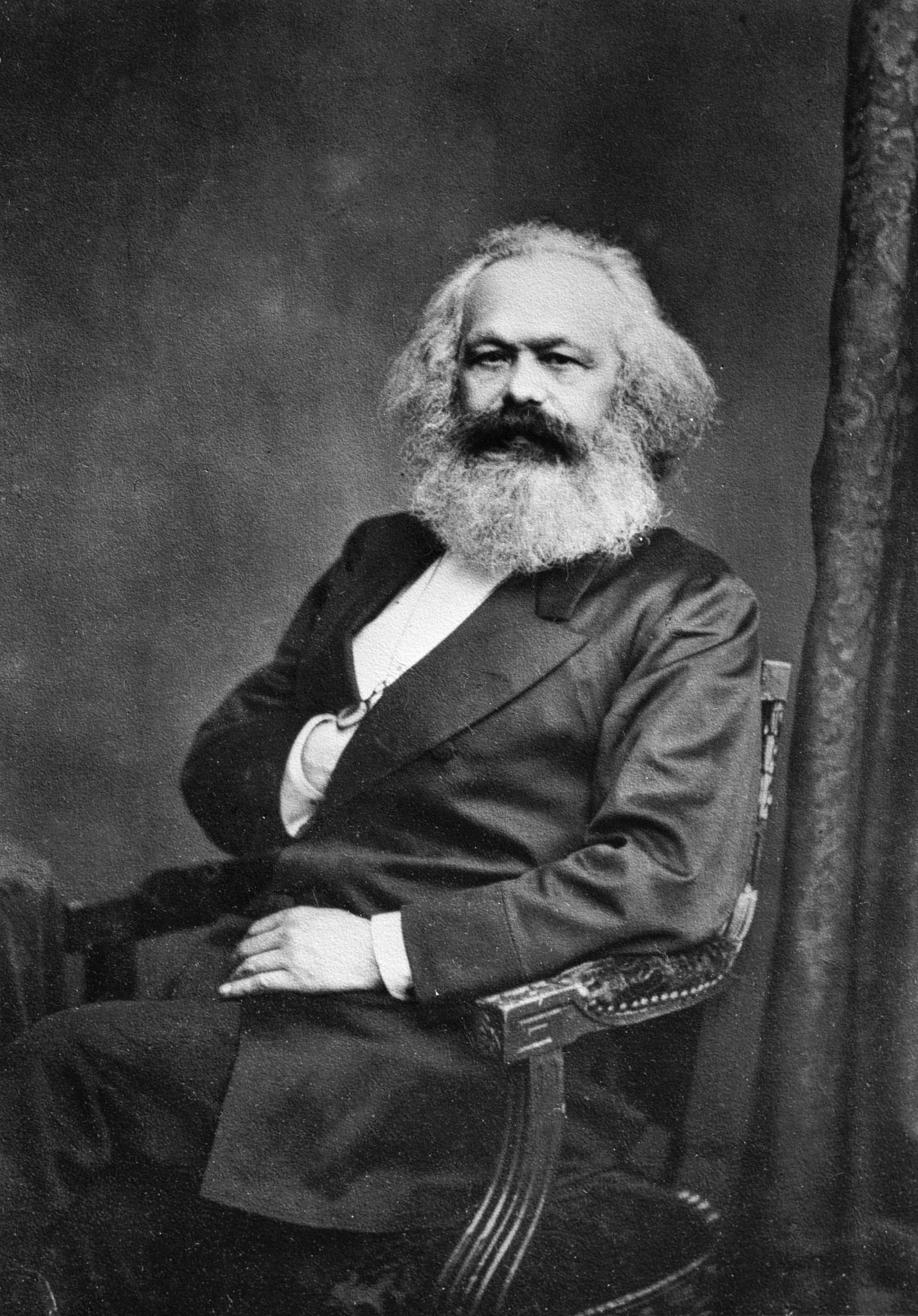
Karl Marx
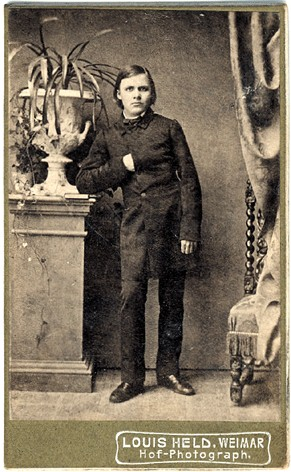
Friedrich Nietzsche a los 17 años
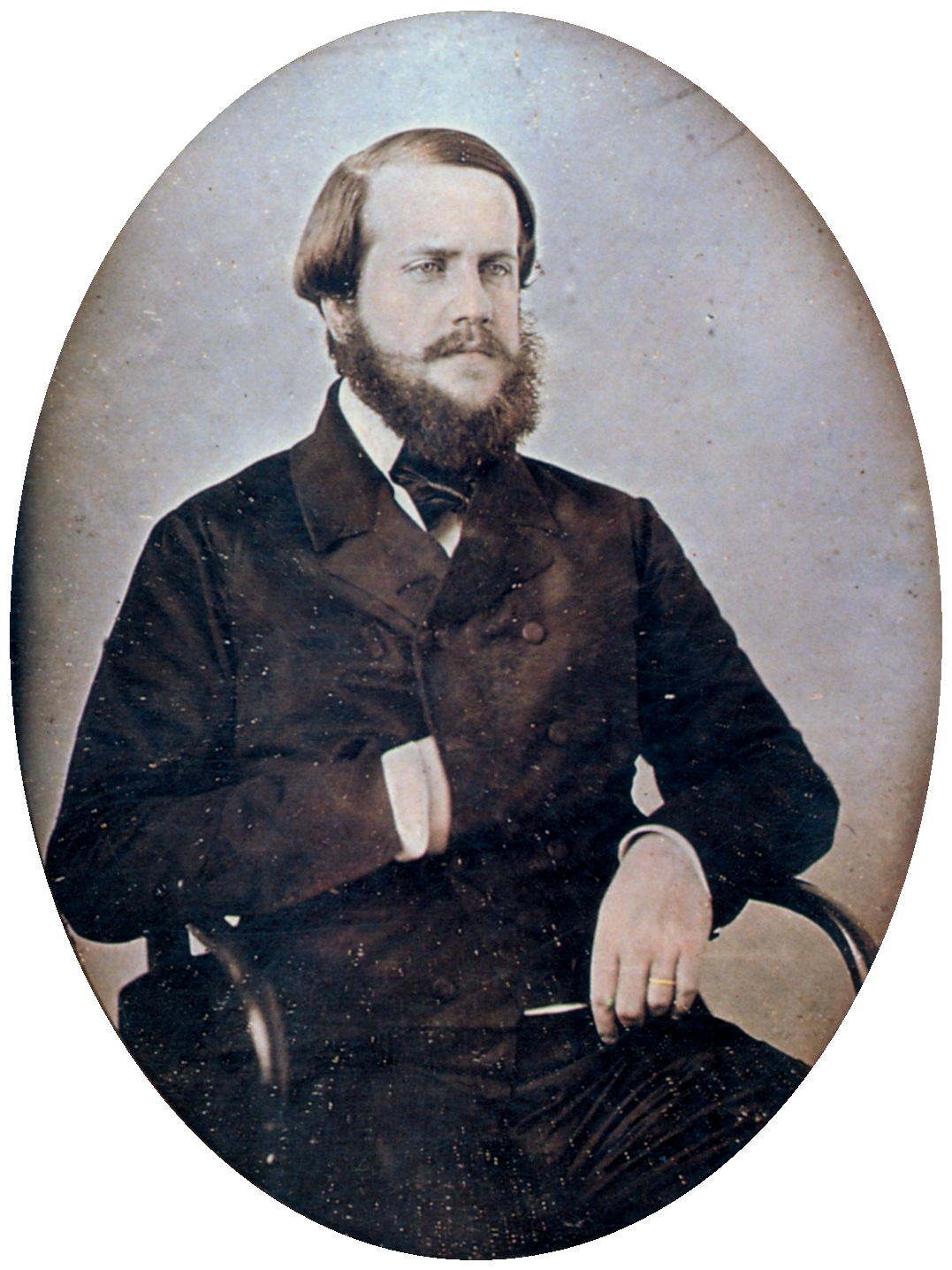
Emperador Pedro II de Brasil
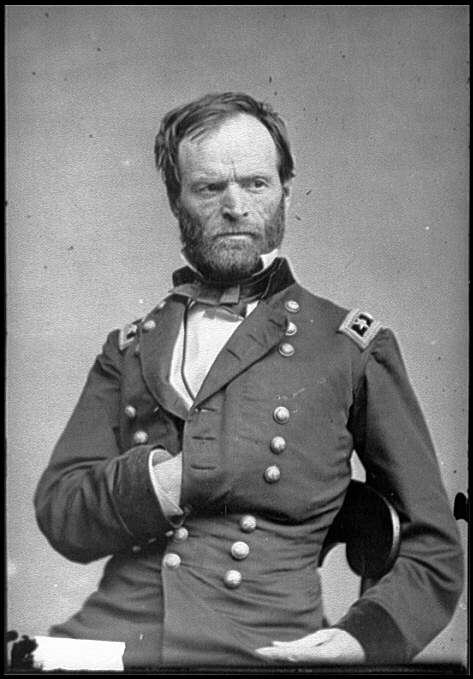
William Tecumseh Sherman
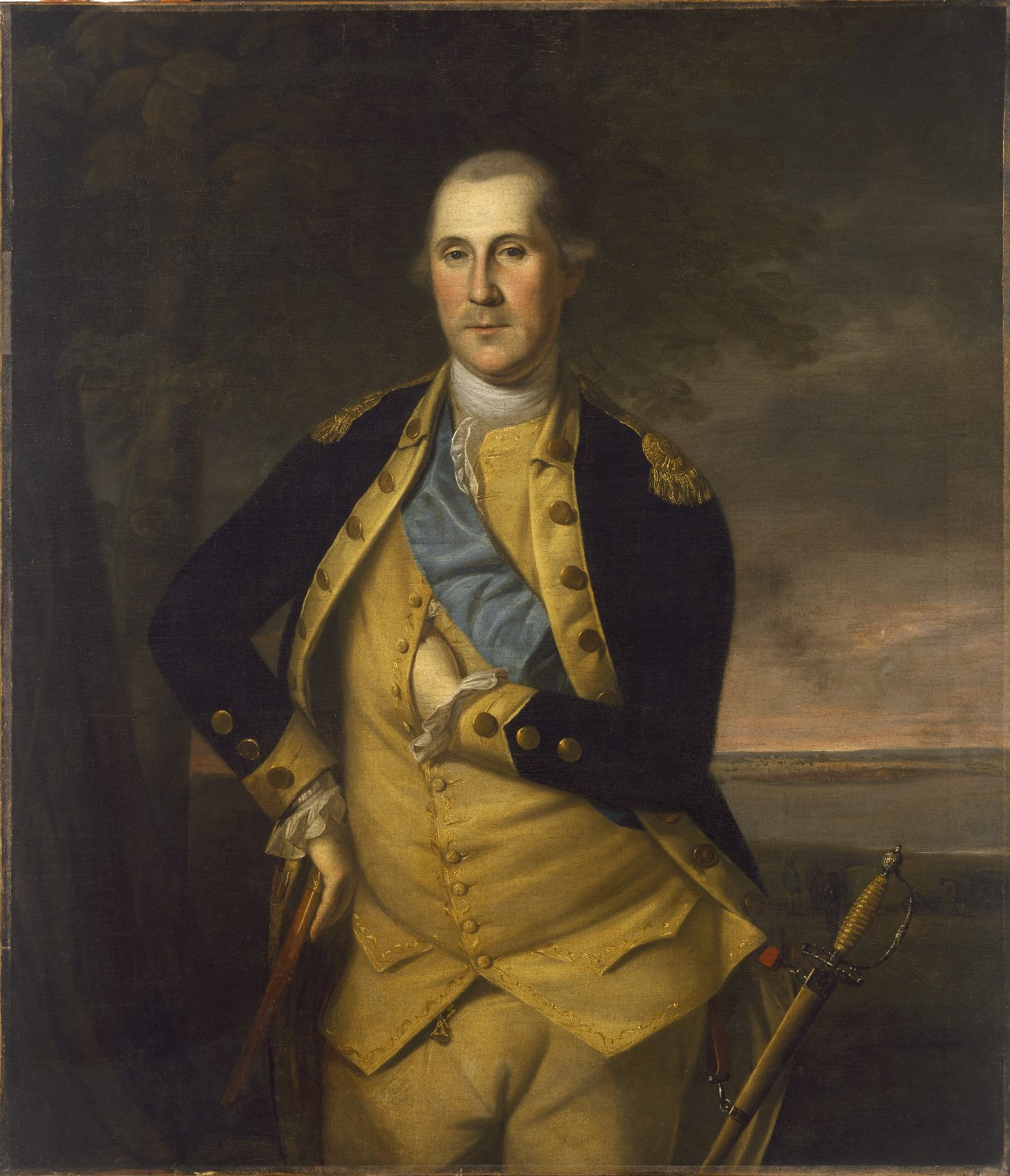
George Washington
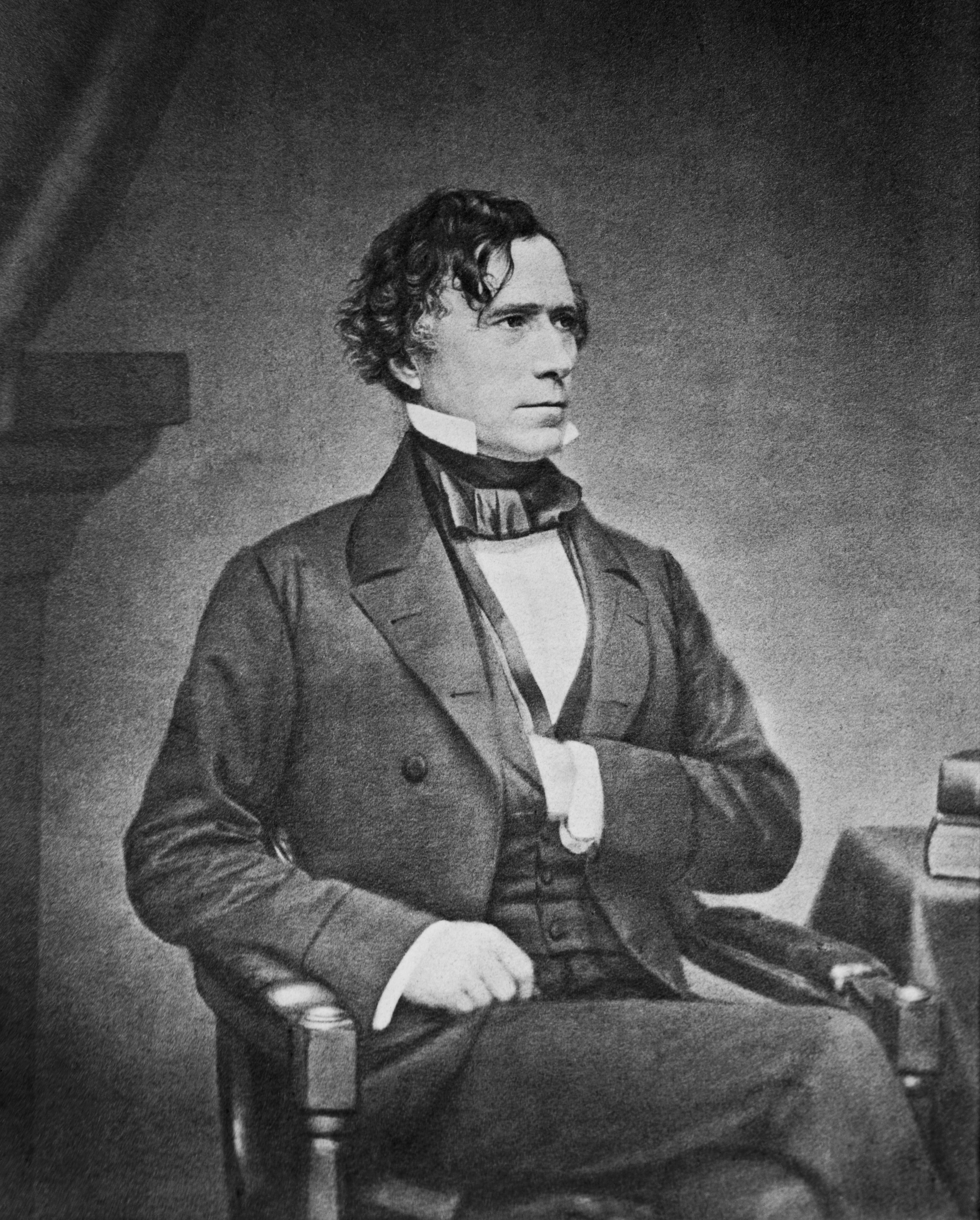
Franklin Pierce, presidente estadounidense
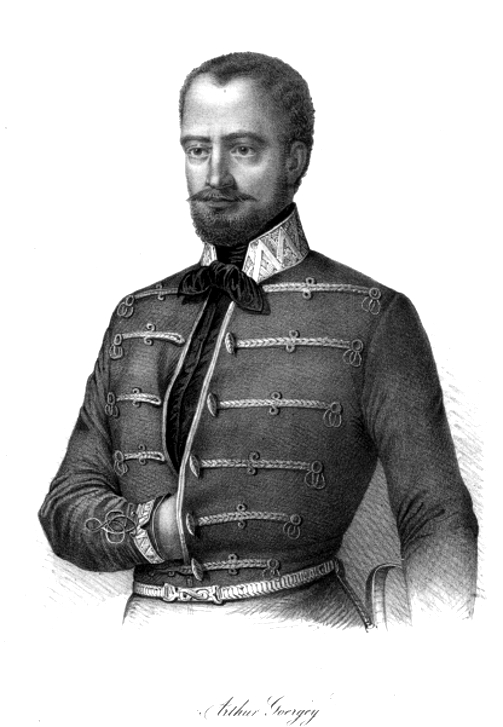
Artúr Görgei, general húngaro